# Mount Arronax
Mount Arronax är ett berg i Antarktis. Det ligger i Västantarktis. Argentina, Chile och Storbritannien gör anspråk på området. Toppen på Mount Arronax är 1 585 meter över havet.
Terrängen runt Mount Arronax är kuperad österut, men västerut är den bergig. Havet är nära Mount Arronax åt sydost. Trakten är obefolkad. Det finns inga samhällen i närheten. 